# 寒水岔站
寒水岔站是一个陇海线上的铁路车站，位于甘肃省定西市安定区寒水岔村，建于1952年，目前为五四等站，邮政编码为743016。目前客运：办理旅客乘降；不办理行李、包裹托运；不办理货运营业。